# Los Fresnos, Charo
Los Fresnos är en ort i Mexiko.   Den ligger i kommunen Charo och delstaten Michoacán de Ocampo, i den södra delen av landet, 200 km väster om huvudstaden Mexico City. Los Fresnos ligger 2 212 meter över havet och antalet invånare är 188.
Terrängen runt Los Fresnos är huvudsakligen kuperad, men österut är den bergig. Runt Los Fresnos är det glesbefolkat, med 8 invånare per kvadratkilometer. Närmaste större samhälle är Fraccionamiento Misión del Valle, 18,9 km nordväst om Los Fresnos. I omgivningarna runt Los Fresnos växer huvudsakligen savannskog.